# ادران (کرج)
آدران روستایی از توابع بخش آسارا شهرستان کرج در استان البرز ایران است.

## جمعیت
این روستا در دهستان آدران قرار دارد و براساس سرشماری مرکز آمار ایران در سال ۱۳۸۵، جمعیت آن ۱۰۰ نفر ۱۲خانوار) بوده‌است.

## مردم
مردم روستای آدران تات هستند و زبان‌شان تاتی است.